# Batalla de Clarines
La batalla de Clarines (9 de enero de 1817) fue un enfrentamiento militar librado en la Guerra de independencia de Venezuela en que los realistas vencieron a los patriotas.

## Antecedentes
El 18 de diciembre de 1816 Simón Bolívar zarpó desde Puerto Príncipe, en el Estado de Haití, con una flotilla y soldados para hacer escala en isla Margarita el 21 de diciembre de 1816, donde se le unen los soldados y la escuadrilla de Juan Bautista Arismendi. El 1 de enero de 1817 desembarcaba en Barcelona.
El 5 de enero iniciaba una marcha para amenazar Caracas y así obligar a los realistas a replegarse, permitiéndole ocupar Aragua de Barcelona o El Chaparro como base de operaciones. Sus fuerzas incluían 700 isleños y 100 voluntarios que se sumaron en la marcha. Otros dicen que 400 isleños y 300 barceloneses.

## Batalla
El 9 de enero Bolívar y Arismendi se encuentran en Clarines con el coronel Francisco Jiménez y sus efectivos bien atrincherados en la línea del río Unare. Eran casi exclusivamente un batallón de indios de las misiones de Puerto Píritu. Tras dejar fortificado Clarines lo más que podían, en la orilla oriental del río buscaron el lugar perfecto donde emboscar en el difícil camino que iba a la localidad.
Los patriotas empezaron un intercambio de fuego con los realistas atrincherados delante de ellos, pero no se dieron cuenta de que el teniente coronel de milicias, José María Charuán, cacique de Clarines, marchaba por el bosque para atacarlos por la retaguardia con 40 jinetes. Cuando cargaron, los republicanos creyeron que era todo el cuerpo realista del Bajo Tuy, huyendo en desorden para ser lanceados mientras los monárquicos de la trinchera cargaban sobre ellos. Muriendo la mayoría de los patriotas ahogados o por las balas. Los que huyeron a los bosques cercanos fueron capturados, fusilados o lanceados en los días siguientes. Sus expertos indios flecheros fueron muy hábiles en acabar con los fusiles de chispa patriotas.
Los teniente coroneles Charuán y Benito Guayta, caciques de Caigua, San Miguel y Clarines apoyaron a los monárquicos.

## Consecuencias
Solo sobrevivieron porque huyeron en una canoa Bolívar, Arismendi y 4 a 5 oficiales, los dos primeros logran huir montados en una sola mula. Los vencidos se repliegan a Barcelona, mientras los realistas empiezan a concentrar sus fuerzas en Píritu. Mientras el general Manuel Piar invadía la provincia de Guayana con una división formada por negros del Guárico que Bolívar había desembarcado en Ocumare y llaneros barceloneses, haciéndose con las misiones de Caroní, su zona más rica y poblada. Los republicanos pronto se recuperaron. A mediados de enero contaba con 1000 soldados y a principios de febrero de 1500.